# Francis Camerini
Francis Camerini (født 25. januar 1948 i Marseille, Frankrig) er en tidligere fransk fodboldspiller (forsvarer).
Camerini startede sin karriere i 1964 hos Saint-Étienne, og var tilknyttet klubben de følgende syv sæsoner. Her var han en del af et hold, der var sin tids absolut dominerende i fransk fodbold, og vandt fire mesterskaber i træk i perioden 1967-1970. Senere skiftede han til Nice, hvor han afsluttede sin karriere i 1976.
Camerini spillede desuden to kamp for Frankrigs landshold, to EM-kvalifikationskampe i 1971 mod henholdsvis Ungarn og Bulgarien.

## Titler
Ligue 1
- 1967, 1968, 1969 og 1970 med Saint-Étienne

Coupe de France
- 1968 og 1970 med Saint-Étienne